# Philippe-Emmanuel de Coulanges
Pour les articles homonymes, voir Coulanges.
Philippe-Emmanuel de Coulanges, dit le « marquis de Coulanges », né à Paris le 23 août 1633, baptisé le 24 août 1633 à l'église Saint-Paul de Paris, mort à Paris le 31 janvier 1716, est un magistrat et un homme de lettres français, apprécié de son vivant en tant que « chansonnier » (au sens ancien du terme, c'est-à-dire auteur de chansons).
Il n’est connu de nos jours que comme cousin et ami de madame de Sévigné, qui parle souvent de lui dans ses lettres.

## Biographie

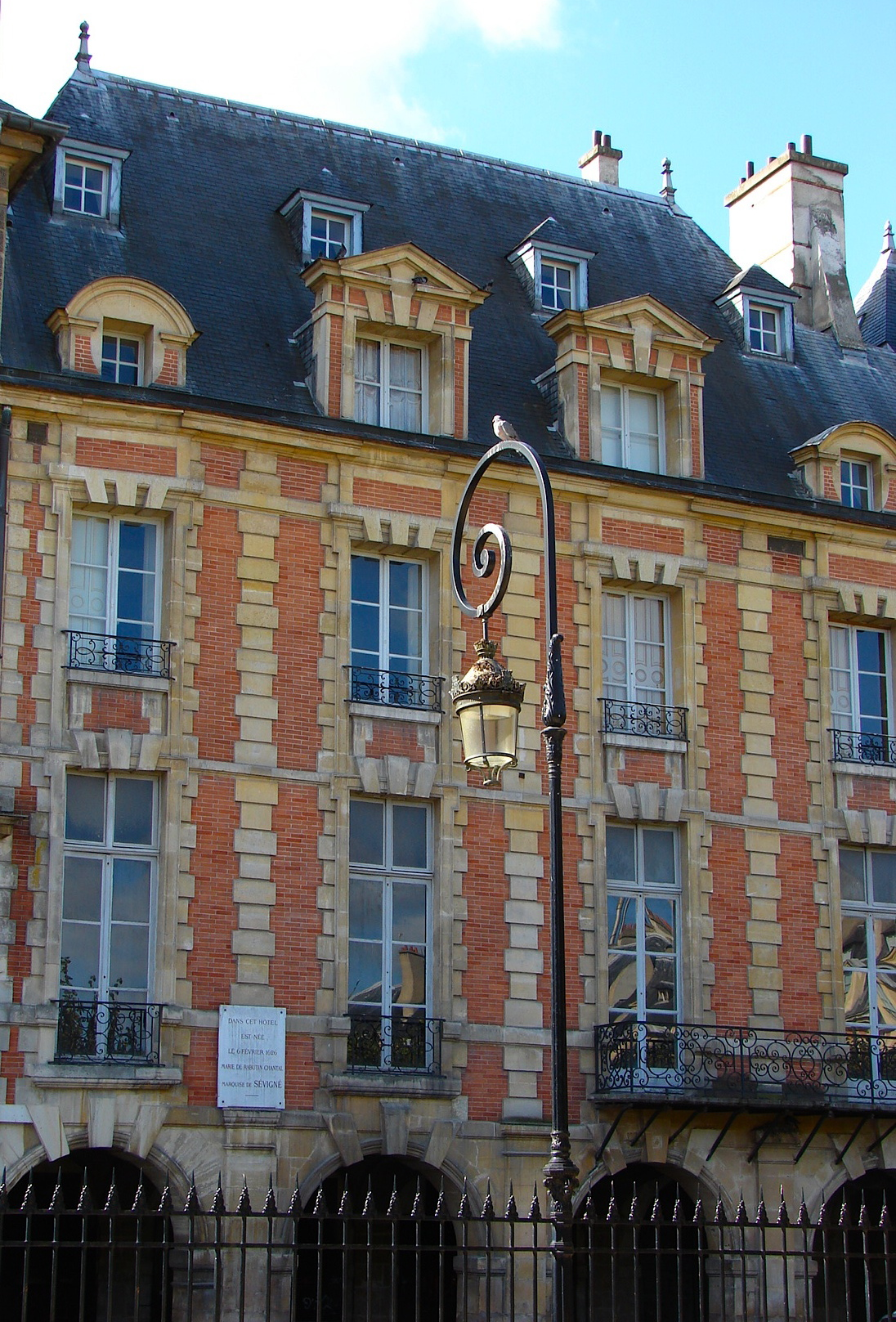
Hôtel Coulanges, place des Vosges, à Paris.

Il naît à Paris le 23 août 1633 de Philippe II de Coulanges et de Marie Le Fèvre d'Ormesson. Il naît, dit Desnoiresterres, « pour ne rien faire » ; c'est « sûrement son unique vocation ». Il grandit chez son grand-père Philippe Ier, dans l’hôtel Coulanges de la place Royale (aujourd’hui place des Vosges), auprès de sa cousine germaine Marie de Rabutin-Chantal, la future madame de Sévigné, qui a sept ans de plus que lui et qui est orpheline. Le grand-père est le tuteur de Marie.
Après la mort du grand-père en 1636, Philippe II de Coulanges, le père de Philippe-Emmanuel, devient le tuteur de Marie. Les deux enfants ne vont donc pas se quitter. Ils habitent un moment rue Barbette, puis dans l’hôtel de Coulanges de la rue des Francs-Bourgeois, où Marie reste jusqu’à son mariage, en 1644.
D’« humeur légère », d’« esprit frivole », d'un naturel « insouciant et jovial », Philippe-Emmanuel n’approfondit pas des études « dont le nom seul l’aurait épouvanté ». Son père envisage de lui procurer une charge de conseiller au parlement de Paris. Le prix en étant trop élevé, il lui achète une charge de conseiller au parlement de Metz. Philippe-Emmanuel est reçu le 10 juillet 1657, à Toul, où le parlement tient sa séance. Mais, dès septembre, le jeune homme part en voyage. L'empereur Ferdinand III vient de mourir et le roi envoie des ambassadeurs à la diète électorale de Francfort. Coulanges veut assister à l'événement. Puis il suit Charles Amelot de Gournay à Munich. Il voit Stuttgart, Heidelberg, Venise, Lorette et, en mars 1658, il arrive à Rome. En août, il se rend à Florence. Il voit aussi Livourne, Plaisance, Turin. C’est en Italie qu’il acquiert le goût de la peinture. Il va se constituer par la suite une collection de tableaux, puis il va se passionner pour les faïences, les cornalines, les cristaux, les agates.

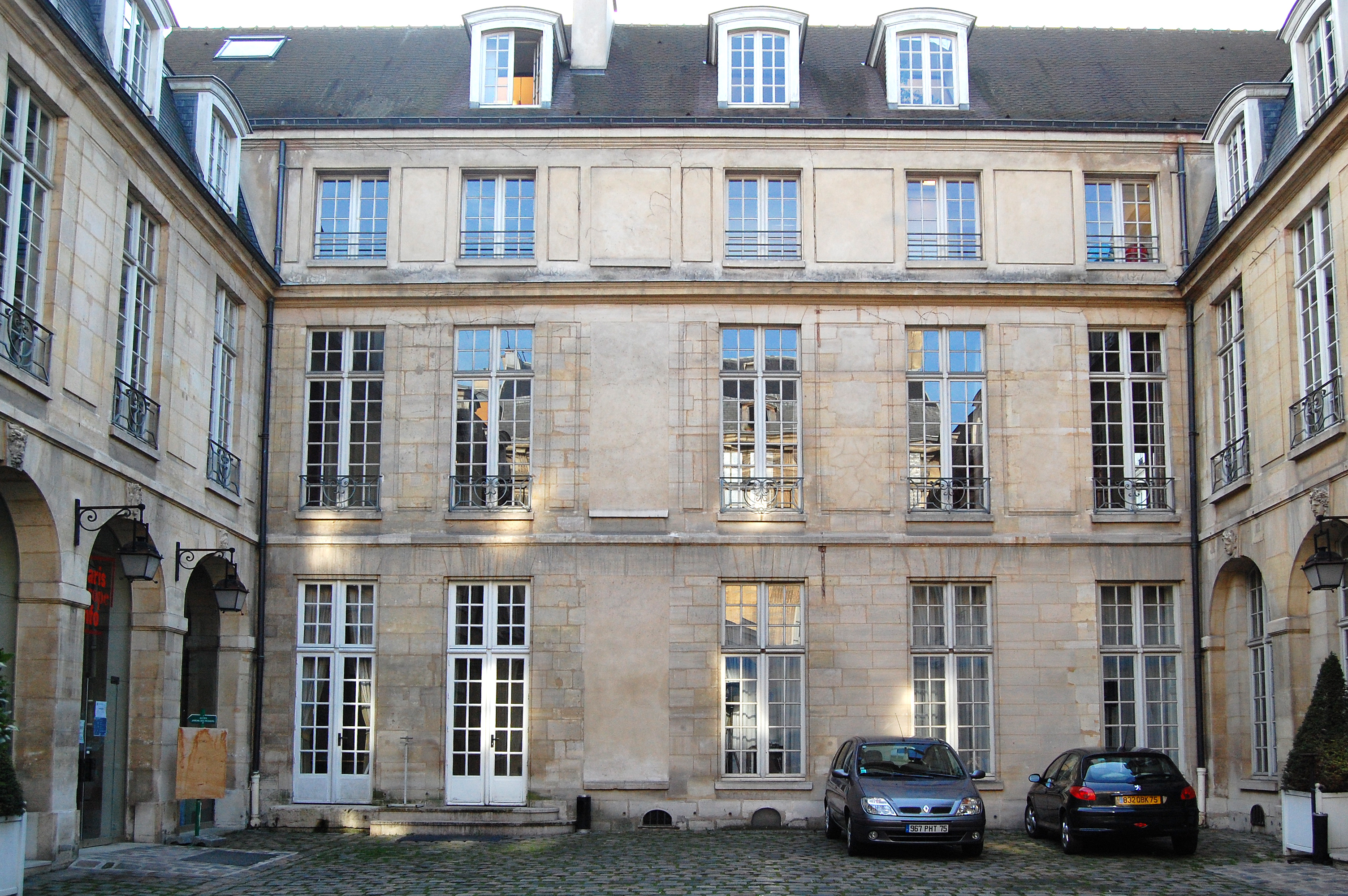
Hôtel de Coulanges, rue des Francs-Bourgeois, à Paris.

Il rentre à Paris le 23 octobre 1658. Le 13 novembre, il vend sa charge de conseiller au parlement de Metz. Le 26 décembre, son père lui achète une charge de conseiller au parlement de Paris. Ce père meurt le 5 juillet 1659. Philippe-Emmanuel hérite de l’hôtel de Coulanges. Il épouse le 16 décembre Marie-Angélique du Gué de Bagnols. Michel Le Tellier, oncle par alliance de sa femme, vit dans le vaste hôtel voisin (aujourd’hui disparu). Il a un si grand train de maison qu’il ne sait où le loger. En 1662, il achète à son neveu l’hôtel de Coulanges, qui devient une annexe de l’hôtel Le Tellier.
Coulanges bénéficie d'« alliances avec la meilleure magistrature » qui lui promettent bien des avantages. Mais il est un très mauvais magistrat, manquant de maturité, incapable de la gravité qu’exige la profession, peu appliqué, très souvent absent : on le trouve à Lyon en 1672 et en 1675 ; il rejoint madame de Sévigné en Provence et en Bretagne.
Pourvu d'une charge de maître des requêtes, il prête serment le 1er septembre 1672. Mais ce petit homme tout rond qui inspire une « sympathie universelle » n’est nullement apprécié de deux personnages importants, l'oncle et le neveu de sa femme, Michel Le Tellier et Louvois. En 1675, il est cruellement mortifié : Le Tellier lui refuse la charge d'intendant de la Flandre, et la donne à un autre de ses parents, Dreux Louis du Gué de Bagnols, cousin et beau-frère de Marie-Angélique. Et c'est peut-être par dépit de n’avoir pu obtenir une intendance, mais peut-être aussi par besoin d'argent que Philippe-Emmanuel se défait de sa charge de maître des requêtes. Il renonce à la magistrature. Il peut enfin mener « une vie oisive, libre », et composer plus à son aise de joyeux couplets. « Il se surpasse en fait de chansons, écrit madame de Sévigné ; il était juste qu'il s'y donnât tout entier. » Mais il est, dit Desnoiresterres, « sans grande naissance, sans rôle, avec un bien médiocre, qui alla à rien par le peu de souci que le mari et la femme prirent de leur mince patrimoine ». Sa belle-mère l'aide financièrement. Il fréquente la meilleure compagnie de la ville et de la cour, mais toujours « chez ses amis particuliers » : il ne se montre que rarement à la cour.
En 1689, à la mort d'Innocent XI, le duc de Chaulnes, protecteur et ami de Coulanges, est chargé d'aplanir les difficultés apparues entre le Saint-Siège et le roi de France durant le pontificat. Coulanges accompagne le duc à Rome. Le conclave élit Alexandre VIII le 6 octobre. Se plaisant à Rome, où il mène joyeuse vie, Coulanges y reste plus de deux ans. Il s'y trouve au moment du conclave qui élit Innocent XII le 12 juillet 1691.
Philippe-Emmanuel de Coulanges meurt le 31 janvier 1716 , à Paris, « en sa maison rue des Tournelles », « sans avoir pu arriver à rien, avec de si beaux moyens de fortune ». Sa vie « fut une fête ». Il est inhumé dans la chapelle familiale, en l'église du couvent de la Visitation du faubourg Saint-Antoine, à Paris.

## Vu par ses contemporains

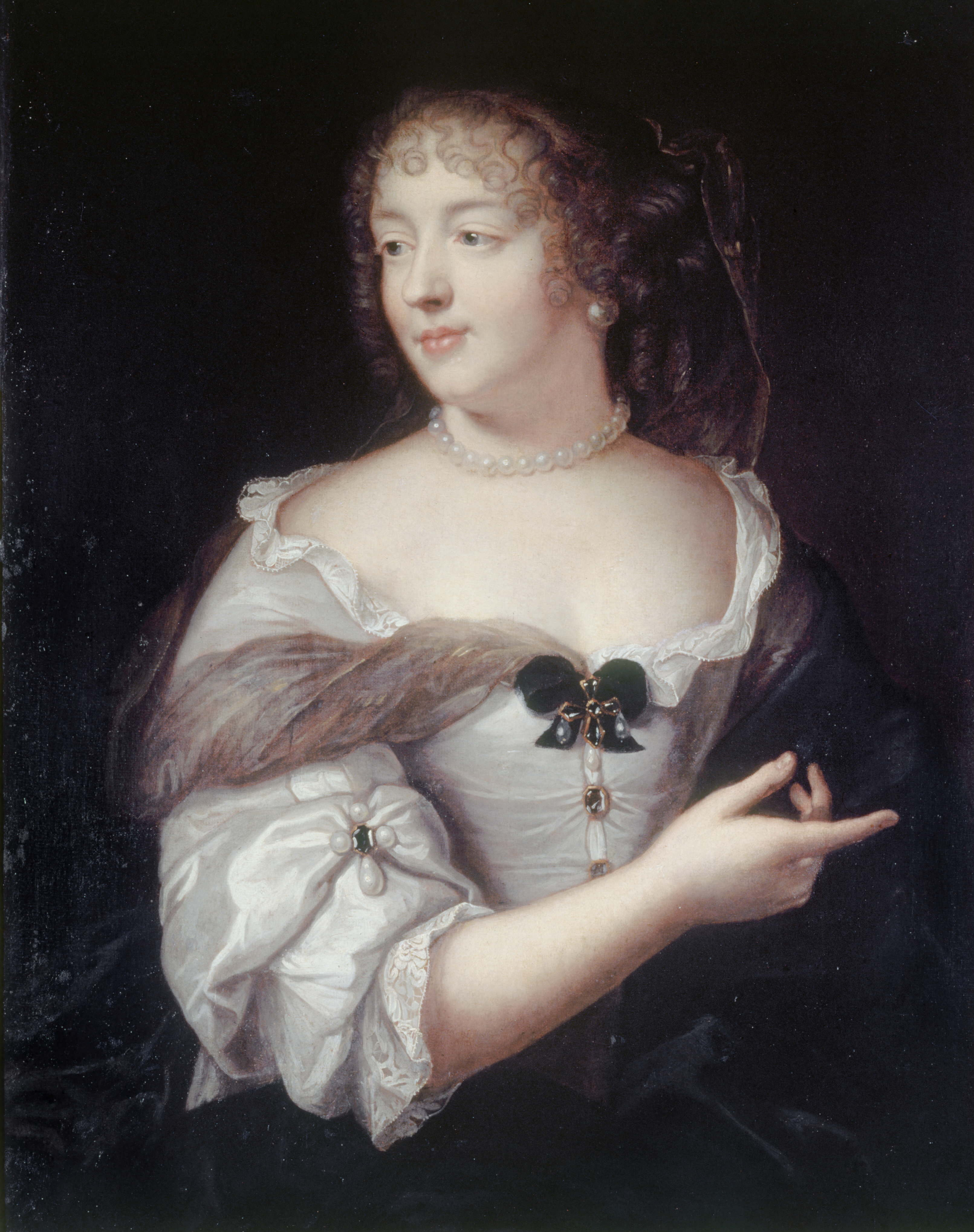
Madame de Sévigné, vers 1665.

Madame de Sévigné, sa parente et son amie, en parle souvent dans ses lettres, le nommant parfois « le petit Coulanges ». Elle lui écrit ce qu’elle pense de lui :

« Toujours aimé, toujours estimé, toujours portant la joie et le plaisir avec vous, toujours favori et entêté de quelque ami d’importance, un duc, un prince, un pape (car j’y veux ajouter le Saint-Père pour la rareté), toujours en santé, jamais à charge à personne, point d’affaires, point d’ambition. »

Saint-Simon, qui est souvent cruel, se montre indulgent à son égard, et même, selon Yves Coirault, « laudateur parfois téméraire » :

## Œuvres

### Lettres
« L'éloge de ce petit homme, dit Gault de Saint-Germain, se réduirait à peu de choses, ou plutôt on ne parlerait pas de lui, si son nom ne figurait pas dans la correspondance de madame de Sévigné. S'il faut parler franchement, ce que nous avons acquis de connaissances sur sa personne nous le montre comme un franc parasite. » Mais madame de Sévigné parle de lui, elle lui écrit. Et, en retour, il lui adresse des lettres « que leur naturel et leur gaieté font lire avec plaisir, quoique moins ingénieuses et moins purement écrites que celles de sa cousine ». On trouve 29 de ses lettres dans Recueil de lettres choisies, pour servir de suite aux lettres de madame de Sévigné à madame de Grignan, sa fille, Dresde, Walther, 1753. Elles auraient été réunies, selon Antoine-Alexandre Barbier, par Denis-Marius de Perrin, premier éditeur officiel des lettres de madame de Sévigné à sa fille.

### Mémoires
- On a conservé le manuscrit de la Relation de mon voyage en Allemagne et en Italie en 1657 et 1658. Il peut être consulté en ligne[38].
- Les Mémoires de M. de Coulanges sont édités par Monmerqué (Paris, Blaise, 1820, in-8° et in-12)[39]. Le livre portant ce titre comprend :
  - des extraits de la Relation de mon voyage en Allemagne et en Italie ;
  - les Mémoires de M. de Coulanges, où l'auteur raconte son deuxième séjour à Rome, en 1689-1691, évoquant notamment les deux conclaves ;
  - deux lettres inédites de Coulanges à la marquise d’Uxelles[40] ;
  - des « lettres inédites de Mme de Sévigné, de son fils, de l'abbé de Coulanges, d'Arnauld d'Andilly, d'Arnauld de Pomponne, de Jean de La Fontaine, et d'autres personnages du même siècle ».

### Chansons
Ayant « passé sa vie à faire des chansons », Coulanges a beaucoup de chagrin de les voir un jour publier furtivement, dans un choix qu'il juge mal fait. Lui-même propose un Recueil de chansons choisies, divisé en deux parties, Paris, Benard, 1694, qui contient 152 titres. En 1698, il publie chez le même libraire une seconde édition, contenant 335 titres.
Au XIXe siècle, ces chansons ne suscitent pas l'enthousiasme des commentateurs. Pour Louis Simon Auger, « il y en a fort peu de piquantes ; la plupart, d’ailleurs, étant de circonstance, ont perdu leur plus grand mérite, celui de l’à-propos. » Gustave Desnoiresterres va dans le même sens : « Quiconque aura la curiosité de parcourir toutes ces chansons, tous ces vers de circonstance, bâclés sur l'heure, qui […] n'ont d'autre mérite qu'une improvisation rapide, sera un peu surpris de cet engouement des contemporains les moins susceptibles d'entraînement et de bienveillance, comme Saint-Simon et Bussy. »

## Famille

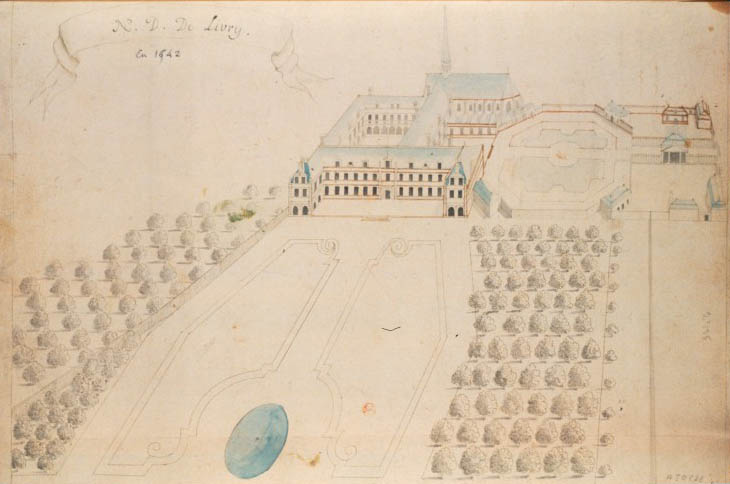
L'abbaye Notre-Dame de Livry, en 1642.

- Son grand-père paternel, Philippe Ier de Coulanges (1565-1636), est un riche financier[44], trésorier des guerres, fermier des gabelles, fournisseur aux vivres[15], qui « s'anoblit le 18 février 1606, en achetant une charge de secrétaire du roi, maison et couronne de France[14] ». Il est le grand-père maternel et le premier tuteur de Marie de Rabutin-Chantal. C'est lui qui fait construire, en 1606 l'hôtel Coulanges de la place Royale, où il vit entouré de ses enfants et petits-enfants.
- Son père, Philippe II (1595-1659), conseiller du roi, maître ordinaire à la chambre des comptes[18], devient tuteur de Marie après la mort de Philippe Ier.
- Sa mère, Marie Le Fèvre d'Ormesson (1606-1654), est chargée de l'éducation de Marie.
- Un de ses oncles, Christophe de Coulanges (v. 1607-1687), celui que madame de Sévigné nomme le « Bien Bon », est abbé commendataire de l'abbaye de Livry. L'épistolière et Philippe-Emmanuel sont des hôtes assidus de l'abbaye de Livry.
- Sa femme, Marie-Angélique du Gué de Bagnols (v. 1641-1723), avait selon Saint-Simon « plus d'esprit que lui et […] l'avait plus solide ». Le couple, très uni, n’a pas d’enfant[19]. Madame de Sévigné a une vive affection pour madame de Coulanges. On trouve 50 des lettres de celle-ci (jointes à des lettres de son mari et de madame de Sévigné) dans Recueil de lettres choisies, pour servir de suite aux lettres de madame de Sévigné à madame de Grignan, sa fille, Dresde, Walther, 1753[37].
- Sa cousine germaine, madame de Sévigné (1626-1696), reste toute sa vie très amie avec lui.

Quelques membres de la famille proche :
|                              |                              |                              |                              |                                              |                                              |                                              |                                              |                                              |                                              |                                      |                                      |                                      |                                      |                                |                                |                                |                                |  |  | Philippe Ier de Coulanges (1565-1636) | Philippe Ier de Coulanges (1565-1636) | Philippe Ier de Coulanges (1565-1636) | Philippe Ier de Coulanges (1565-1636) | Philippe Ier de Coulanges (1565-1636)      | Philippe Ier de Coulanges (1565-1636)      |                                            |                                            | Marie de Bèze (1576-1634)                  | Marie de Bèze (1576-1634)                  | Marie de Bèze (1576-1634)             | Marie de Bèze (1576-1634)             | Marie de Bèze (1576-1634)                        | Marie de Bèze (1576-1634)                        |                                                  |                                                  |                                                  |                                                  |                                        |                                        |                                        |                                        |
|                              |                              |                              |                              |                                              |                                              |                                              |                                              |                                              |                                              |                                      |                                      |                                      |                                      |                                |                                |                                |                                |  |  | Philippe Ier de Coulanges (1565-1636) | Philippe Ier de Coulanges (1565-1636) | Philippe Ier de Coulanges (1565-1636) | Philippe Ier de Coulanges (1565-1636) | Philippe Ier de Coulanges (1565-1636)      | Philippe Ier de Coulanges (1565-1636)      |                                            |                                            | Marie de Bèze (1576-1634)                  | Marie de Bèze (1576-1634)                  | Marie de Bèze (1576-1634)             | Marie de Bèze (1576-1634)             | Marie de Bèze (1576-1634)                        | Marie de Bèze (1576-1634)                        |                                                  |                                                  |                                                  |                                                  |                                        |                                        |                                        |                                        |
|                              |                              |                              |                              |                                              |                                              |                                              |                                              |                                              |                                              |                                      |                                      |                                      |                                      |                                |                                |                                |                                |  |  |                                       |                                       |                                       |                                       |                                            |                                            |                                            |                                            |                                            |                                            |                                       |                                       |                                                  |                                                  |                                                  |                                                  |                                                  |                                                  |                                        |                                        |                                        |                                        |
|                              |                              |                              |                              |                                              |                                              |                                              |                                              |                                              |                                              |                                      |                                      |                                      |                                      |                                |                                |                                |                                |  |  |                                       |                                       |                                       |                                       |                                            |                                            |                                            |                                            |                                            |                                            |                                       |                                       |                                                  |                                                  |                                                  |                                                  |                                                  |                                                  |                                        |                                        |                                        |                                        |
|                              |                              |                              |                              | Celse-Bénigne de Rabutin-Chantal (1596-1627) | Celse-Bénigne de Rabutin-Chantal (1596-1627) | Celse-Bénigne de Rabutin-Chantal (1596-1627) | Celse-Bénigne de Rabutin-Chantal (1596-1627) | Celse-Bénigne de Rabutin-Chantal (1596-1627) | Celse-Bénigne de Rabutin-Chantal (1596-1627) |                                      |                                      | Marie de Coulanges (1603-1633)       | Marie de Coulanges (1603-1633)       | Marie de Coulanges (1603-1633) | Marie de Coulanges (1603-1633) | Marie de Coulanges (1603-1633) | Marie de Coulanges (1603-1633) |  |  | Philippe II de Coulanges (1595-1659)  | Philippe II de Coulanges (1595-1659)  | Philippe II de Coulanges (1595-1659)  | Philippe II de Coulanges (1595-1659)  | Philippe II de Coulanges (1595-1659)       | Philippe II de Coulanges (1595-1659)       |                                            |                                            | Marie Le Fèvre d'Ormesson (1606-1654)      | Marie Le Fèvre d'Ormesson (1606-1654)      | Marie Le Fèvre d'Ormesson (1606-1654) | Marie Le Fèvre d'Ormesson (1606-1654) | Marie Le Fèvre d'Ormesson (1606-1654)            | Marie Le Fèvre d'Ormesson (1606-1654)            |                                                  |                                                  | Christophe de Coulanges (v. 1607-1687)           | Christophe de Coulanges (v. 1607-1687)           | Christophe de Coulanges (v. 1607-1687) | Christophe de Coulanges (v. 1607-1687) | Christophe de Coulanges (v. 1607-1687) | Christophe de Coulanges (v. 1607-1687) |
|                              |                              |                              |                              | Celse-Bénigne de Rabutin-Chantal (1596-1627) | Celse-Bénigne de Rabutin-Chantal (1596-1627) | Celse-Bénigne de Rabutin-Chantal (1596-1627) | Celse-Bénigne de Rabutin-Chantal (1596-1627) | Celse-Bénigne de Rabutin-Chantal (1596-1627) | Celse-Bénigne de Rabutin-Chantal (1596-1627) |                                      |                                      | Marie de Coulanges (1603-1633)       | Marie de Coulanges (1603-1633)       | Marie de Coulanges (1603-1633) | Marie de Coulanges (1603-1633) | Marie de Coulanges (1603-1633) | Marie de Coulanges (1603-1633) |  |  | Philippe II de Coulanges (1595-1659)  | Philippe II de Coulanges (1595-1659)  | Philippe II de Coulanges (1595-1659)  | Philippe II de Coulanges (1595-1659)  | Philippe II de Coulanges (1595-1659)       | Philippe II de Coulanges (1595-1659)       |                                            |                                            | Marie Le Fèvre d'Ormesson (1606-1654)      | Marie Le Fèvre d'Ormesson (1606-1654)      | Marie Le Fèvre d'Ormesson (1606-1654) | Marie Le Fèvre d'Ormesson (1606-1654) | Marie Le Fèvre d'Ormesson (1606-1654)            | Marie Le Fèvre d'Ormesson (1606-1654)            |                                                  |                                                  | Christophe de Coulanges (v. 1607-1687)           | Christophe de Coulanges (v. 1607-1687)           | Christophe de Coulanges (v. 1607-1687) | Christophe de Coulanges (v. 1607-1687) | Christophe de Coulanges (v. 1607-1687) | Christophe de Coulanges (v. 1607-1687) |
|                              |                              |                              |                              |                                              |                                              |                                              |                                              |                                              |                                              |                                      |                                      |                                      |                                      |                                |                                |                                |                                |  |  |                                       |                                       |                                       |                                       |                                            |                                            |                                            |                                            |                                            |                                            |                                       |                                       |                                                  |                                                  |                                                  |                                                  |                                                  |                                                  |                                        |                                        |                                        |                                        |
| Henri de Sévigné (1623-1651) | Henri de Sévigné (1623-1651) | Henri de Sévigné (1623-1651) | Henri de Sévigné (1623-1651) | Henri de Sévigné (1623-1651)                 | Henri de Sévigné (1623-1651)                 |                                              |                                              | Marie de Rabutin-Chantal (1626-1696)         | Marie de Rabutin-Chantal (1626-1696)         | Marie de Rabutin-Chantal (1626-1696) | Marie de Rabutin-Chantal (1626-1696) | Marie de Rabutin-Chantal (1626-1696) | Marie de Rabutin-Chantal (1626-1696) |                                |                                |                                |                                |  |  |                                       |                                       |                                       |                                       | Philippe-Emmanuel de Coulanges (1633-1716) | Philippe-Emmanuel de Coulanges (1633-1716) | Philippe-Emmanuel de Coulanges (1633-1716) | Philippe-Emmanuel de Coulanges (1633-1716) | Philippe-Emmanuel de Coulanges (1633-1716) | Philippe-Emmanuel de Coulanges (1633-1716) |                                       |                                       | Marie-Angélique du Gué de Bagnols (v. 1641-1723) | Marie-Angélique du Gué de Bagnols (v. 1641-1723) | Marie-Angélique du Gué de Bagnols (v. 1641-1723) | Marie-Angélique du Gué de Bagnols (v. 1641-1723) | Marie-Angélique du Gué de Bagnols (v. 1641-1723) | Marie-Angélique du Gué de Bagnols (v. 1641-1723) |                                        |                                        |                                        |                                        |
| Henri de Sévigné (1623-1651) | Henri de Sévigné (1623-1651) | Henri de Sévigné (1623-1651) | Henri de Sévigné (1623-1651) | Henri de Sévigné (1623-1651)                 | Henri de Sévigné (1623-1651)                 |                                              |                                              | Marie de Rabutin-Chantal (1626-1696)         | Marie de Rabutin-Chantal (1626-1696)         | Marie de Rabutin-Chantal (1626-1696) | Marie de Rabutin-Chantal (1626-1696) | Marie de Rabutin-Chantal (1626-1696) | Marie de Rabutin-Chantal (1626-1696) |                                |                                |                                |                                |  |  |                                       |                                       |                                       |                                       | Philippe-Emmanuel de Coulanges (1633-1716) | Philippe-Emmanuel de Coulanges (1633-1716) | Philippe-Emmanuel de Coulanges (1633-1716) | Philippe-Emmanuel de Coulanges (1633-1716) | Philippe-Emmanuel de Coulanges (1633-1716) | Philippe-Emmanuel de Coulanges (1633-1716) |                                       |                                       | Marie-Angélique du Gué de Bagnols (v. 1641-1723) | Marie-Angélique du Gué de Bagnols (v. 1641-1723) | Marie-Angélique du Gué de Bagnols (v. 1641-1723) | Marie-Angélique du Gué de Bagnols (v. 1641-1723) | Marie-Angélique du Gué de Bagnols (v. 1641-1723) | Marie-Angélique du Gué de Bagnols (v. 1641-1723) |                                        |                                        |                                        |                                        |

### Iconographie
- Hyacinthe Rigaud, en 1682, pour 33 livres, portrait en buste de Philippe-Emmanuel de Coulanges, huile sur toile ovale, H. 0,75 m x l. 0,59 m, France, Vitré, château des Rochers-Sévigné, coll. Amaury de Ternay. Exposé en 1996-1997 à Paris, musée Carnavalet, Madame de Sévigné, no 29.